# Natação no Campeonato Mundial de Esportes Aquáticos de 2015 - 400 m medley feminino
A prova dos 400 metros medley feminino da natação no Campeonato Mundial de Esportes Aquáticos de 2015 ocorreu no dia 9 de agosto em Cazã na Rússia.

## Recordes
Antes desta competição, os recordes mundiais e do campeonato nesta prova eram os seguintes:
| Tipo                  | Atleta         | Tempo   | Local   | Data                |
| --------------------- | -------------- | ------- | ------- | ------------------- |
|                       | Ye Shiwen      | 4:28.43 | Londres | 28 de julho de 2012 |
| Recorde do campeonato | Katinka Hosszú | 4:30.31 | Roma    | 2 de agosto de 2009 |

## Medalhistas
| Ouro                 | Prata             | Bronze               |
| Katinka Hosszú (HUN) | Maya DiRado (USA) | Emily Overholt (CAN) |

## Resultados

### Eliminatórias
Esses foram os resultados das eliminatórias.
| Pos. | Bateria | Raia | Nadadora               | Nacionalidade  | Tempo   | Notas            |
| ---- | ------- | ---- | ---------------------- | -------------- | ------- | ---------------- |
| 1    | 4       | 4    | Katinka Hosszú         | Hungria        | 4:32.78 | Q                |
| 2    | 4       | 7    | Barbora Závadová       | Chéquia        | 4:35.60 | Q,               |
| 3    | 4       | 8    | Emily Overholt         | Canadá         | 4:35.86 | Q                |
| 4    | 3       | 4    | Hannah Miley           | Reino Unido    | 4:36.11 | Q                |
| 4    | 3       | 3    | Maya DiRado            | Estados Unidos | 4:36.11 | Q                |
| 6    | 4       | 6    | Sakiko Shimizu         | Japão          | 4:36.16 | Q                |
| 7    | 4       | 3    | Aimee Willmott         | Reino Unido    | 4:36.82 | Q                |
| 8    | 3       | 2    | Lara Grangeon          | França         | 4:38.20 | Q                |
| 9    | 3       | 0    | Anja Klinar            | Eslovênia      | 4:38.39 |                  |
| 10   | 3       | 8    | Nguyễn Thị Ánh Viên    | Vietname       | 4:38.78 | Recorde nacional |
| 11   | 4       | 2    | Zsuzsanna Jakabos      | Hungria        | 4:38.94 |                  |
| 12   | 4       | 5    | Elizabeth Beisel       | Estados Unidos | 4:38.96 |                  |
| 13   | 3       | 6    | Keryn McMaster         | Austrália      | 4:39.05 |                  |
| 14   | 3       | 1    | Sydney Pickrem         | Canadá         | 4:40.60 |                  |
| 15   | 3       | 5    | Ye Shiwen              | China          | 4:42.96 |                  |
| 16   | 2       | 3    | Chihiro Igarashi       | Japão          | 4:43.06 |                  |
| 17   | 2       | 5    | Franziska Hentke       | Alemanha       | 4:43.51 |                  |
| 18   | 2       | 4    | Nam Yoo-sun            | Coreia do Sul  | 4:43.83 |                  |
| 19   | 3       | 7    | Joanna Maranhão        | Brasil         | 4:44.40 |                  |
| 20   | 4       | 0    | Beatriz Gómez Cortés   | Espanha        | 4:44.51 |                  |
| 21   | 4       | 1    | Tessa Wallace          | Austrália      | 4:44.93 |                  |
| 22   | 2       | 2    | Jördis Steinegger      | Áustria        | 4:45.50 |                  |
| 23   | 3       | 9    | Fantine Lesaffre       | França         | 4:46.06 |                  |
| 24   | 2       | 8    | Ranohon Amanova        | Uzbequistão    | 4:47.85 |                  |
| 25   | 4       | 9    | Stina Gardell          | Suécia         | 4:48.65 |                  |
| 26   | 2       | 1    | Anja Crevar            | Sérvia         | 4:50.04 |                  |
| 27   | 2       | 6    | Zhou Min               | China          | 4:50.36 |                  |
| 28   | 2       | 0    | Virginia Bardach       | Argentina      | 4:51.59 |                  |
| 29   | 2       | 9    | Martina van Berkel     | Suíça          | 4:51.79 |                  |
| 30   | 1       | 4    | Phiangkhwan Pawapotako | Tailândia      | 4:53.15 |                  |
| 31   | 2       | 7    | Victoria Kaminskaya    | Portugal       | 4:53.47 |                  |
| 32   | 1       | 5    | Gizem Bozkurt          | Turquia        | 4:56.39 |                  |
| 33   | 1       | 6    | Maria Far Nuñez        | Panamá         | 5:05.55 |                  |
| 34   | 1       | 3    | Georgina González      | México         | 5:05.62 |                  |
| 35   | 1       | 2    | Rebeca Quinteros       | El Salvador    | 5:17.71 |                  |

### Final
Esse foi o resultado da final. 
| Pos.              | Raia | Nadadora         | Nacionalidade  | Tempo   | Notas            |
| ----------------- | ---- | ---------------- | -------------- | ------- | ---------------- |
| Medalha de ouro   | 4    | Katinka Hosszú   | Hungria        | 4:30.39 |                  |
| Medalha de prata  | 2    | Maya DiRado      | Estados Unidos | 4:31.71 |                  |
| Medalha de bronze | 3    | Emily Overholt   | Canadá         | 4:32.52 | Recorde nacional |
| 4                 | 6    | Hannah Miley     | Reino Unido    | 4:34.79 |                  |
| 5                 | 5    | Barbora Závadová | Chéquia        | 4:36.73 |                  |
| 6                 | 7    | Sakiko Shimizu   | Japão          | 4:37.19 |                  |
| 7                 | 1    | Aimee Willmott   | Reino Unido    | 4:38.75 |                  |
| 8                 | 8    | Lara Grangeon    | França         | 4:40.98 |                  |

Legenda
| Recorde mundial       | Recorde mundial (World record)               |                       | Recorde africano                      | Recorde africano (African) |                                           | Q | Classificado por posição (Qualified) |
| Recorde do campeonato | Recorde do campeonato (Championship record)  | Recorde da América    | Recorde da América (Americas)         | q                          | Classificado por melhor tempo (Qualified) |   |                                      |
| Melhor marca do ano   | Melhor marca do ano (World leading)          | Recorde asiático      | Recorde asiático (Asian)              | DNS                        | Não largou (Did not start)                |   |                                      |
| Recorde nacional      | Recorde nacional (National record)           | Recorde europeu       | Recorde europeu (European)            | DNF                        | Não terminou (Did not finish)             |   |                                      |
| Recorde pessoal       | Recorde pessoal do atleta (Personal best)    | Recorde da Oceania    | Recorde da Oceania (Oceania)          | DSQ / DQ                   | Desclassificado (Disqualified)            |   |                                      |
| Recorde da temporada  | Recorde da temporada do atleta (Season best) | Recorde sul-americano | Recorde sul-americano (South America) | NM                         | Sem marca (No mark)                       |   |                                      |